# Ørstedsparken
Ørstedsparken is een park in het centrum van de Deense hoofdstad Kopenhagen. Het heeft sinds 1964 monumentstatus. Het 19e-eeuwse park is vernoemd naar de wetenschapper Hans Christian Ørsted (1777–1851) en zijn broer, de politicus Anders Sandøe Ørsted (1778–1860). Beide broers hebben een monument in het park.
Het park heeft een oppervlakte van 6,5 hectare, waaronder een vijver van 1,8 hectare. Het ligt aan Nørre Voldgade en H.C. Andersens Boulevard in het westen van het centrum. Het heeft zeven ingangen, twee speelplaatsen en een café.
Het park telt verschillende soorten bomen, waaronder watercipres, valse christusdoorn, Japanse notenboom, honingboom en paardenkastanje. In maart en april bloeit het groot hoefblad langs de oevers van de vijver. Op de weide achter het monument voor Hans Christian Ørsted werden na de Tweede Wereldoorlog 26.000 Nederlandse krokusbollen geplant, die elk voorjaar bloeien in blauw, wit en geel.
Naast de monumenten voor Hans Christian Ørsted en Anders Sandøe Ørsted zijn er in het park ook monumenten voor de beeldhouwer Bertel Thorvaldsen (1770–1844), de politicus, bankier en reder Lauritz Nicolai Hvidt (1777–1856) en de pedagoog en vrouwenrechtenvoorvechter Natalie Zahle (1828–1913). Daarnaast staat ook een reeks andere beelden in het park. Deze beelden waren een donatie van een stichting opgericht door Carl Jacobsen, grondlegger van de Carlsberg-brouwerij.
De brug over de vijver is waarschijnlijk de oudste smeedijzeren brug van Denemarken. De brug stamt uit 1857 en werd oorspronkelijk gebouwd over het gat dat de afgebroken stadspoort Nørreport had achtergelaten. In 1873 werd de brug verplaatst naar de huidige locatie in het park. De brug staat bekend als de "brug van Frederik VII" omdat de koning regelmatig over de brug reed toen deze nog op de oorspronkelijke plek stond.
Om de waterkwaliteit van de vijver te verbeteren, werd in 1994 een verbinding aangelegd met de nabijgelegen Peblinge Sø, een van de vijvers (Søerne) die langs de westkant van het centrum lopen. Hierdoor kan het water tussen de twee vijvers circuleren.

## Geschiedenis
Ørstedsparken werd aangelegd in 1876-1879 op terrein van de voormalige stadsmuren en bastions, naar ontwerp van de landschapsarchitect H.A. Flindt. Het werd geopend voor publiek op 27 oktober 1879.
Nadat in 1876 op de locatie van het park een monument met een standbeeld werd onthuld van de natuurkundige en scheikundige Hans Christian Ørsted, werd  gepleit om het eromheen aangelegde park naar hem te vernoemen. Uiteindelijk werd besloten om het park naar zowel Ørsted als zijn broer, de politicus Anders Sandøe Ørsted, te vernoemen.

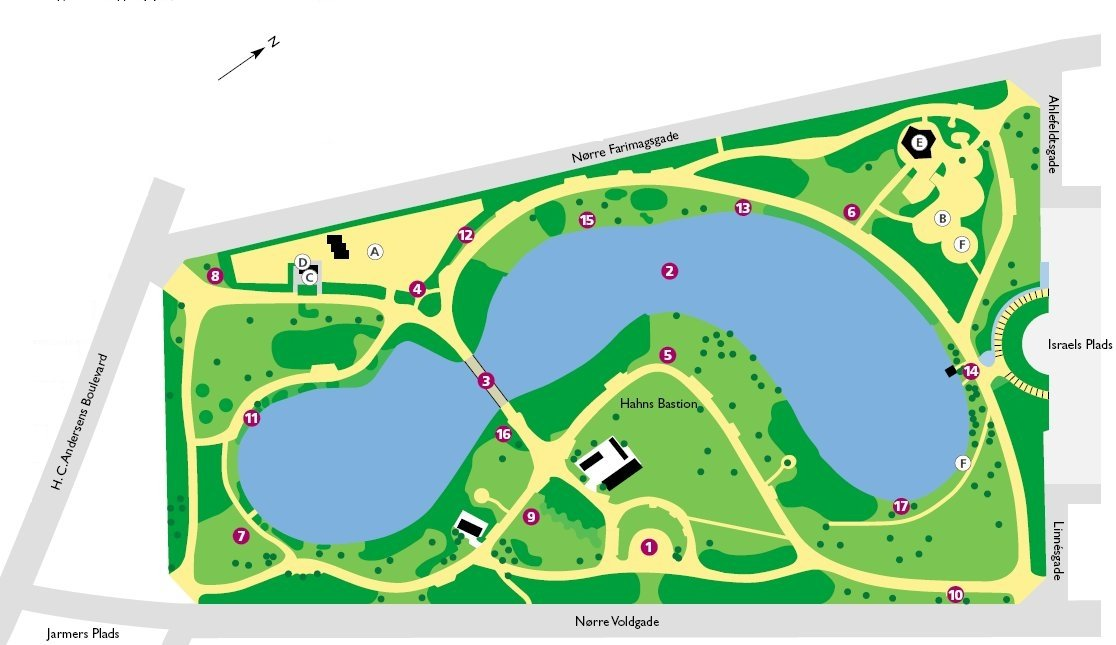
Plattegrond van het park
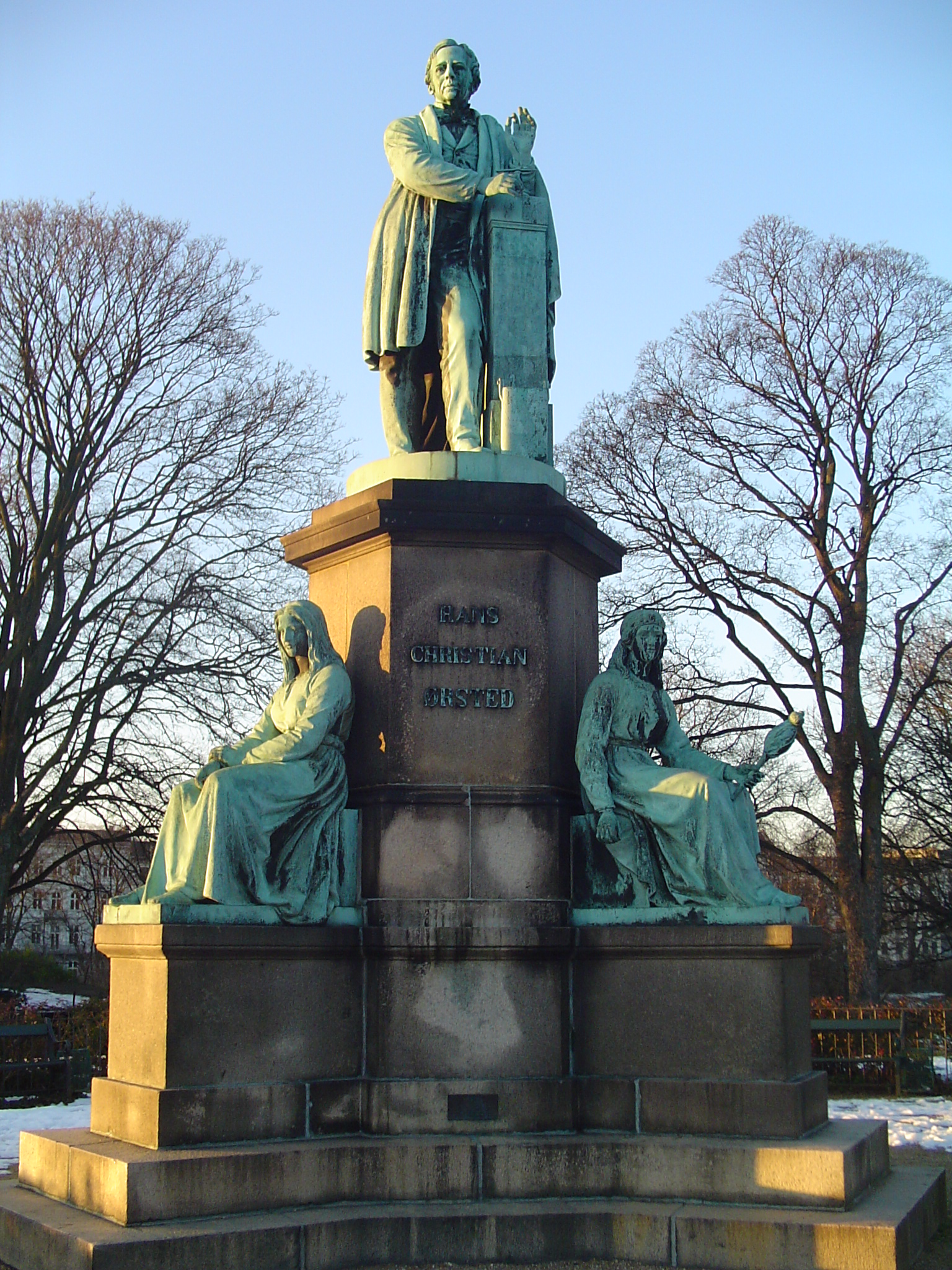
Het monument voor Hans Christian Ørsted
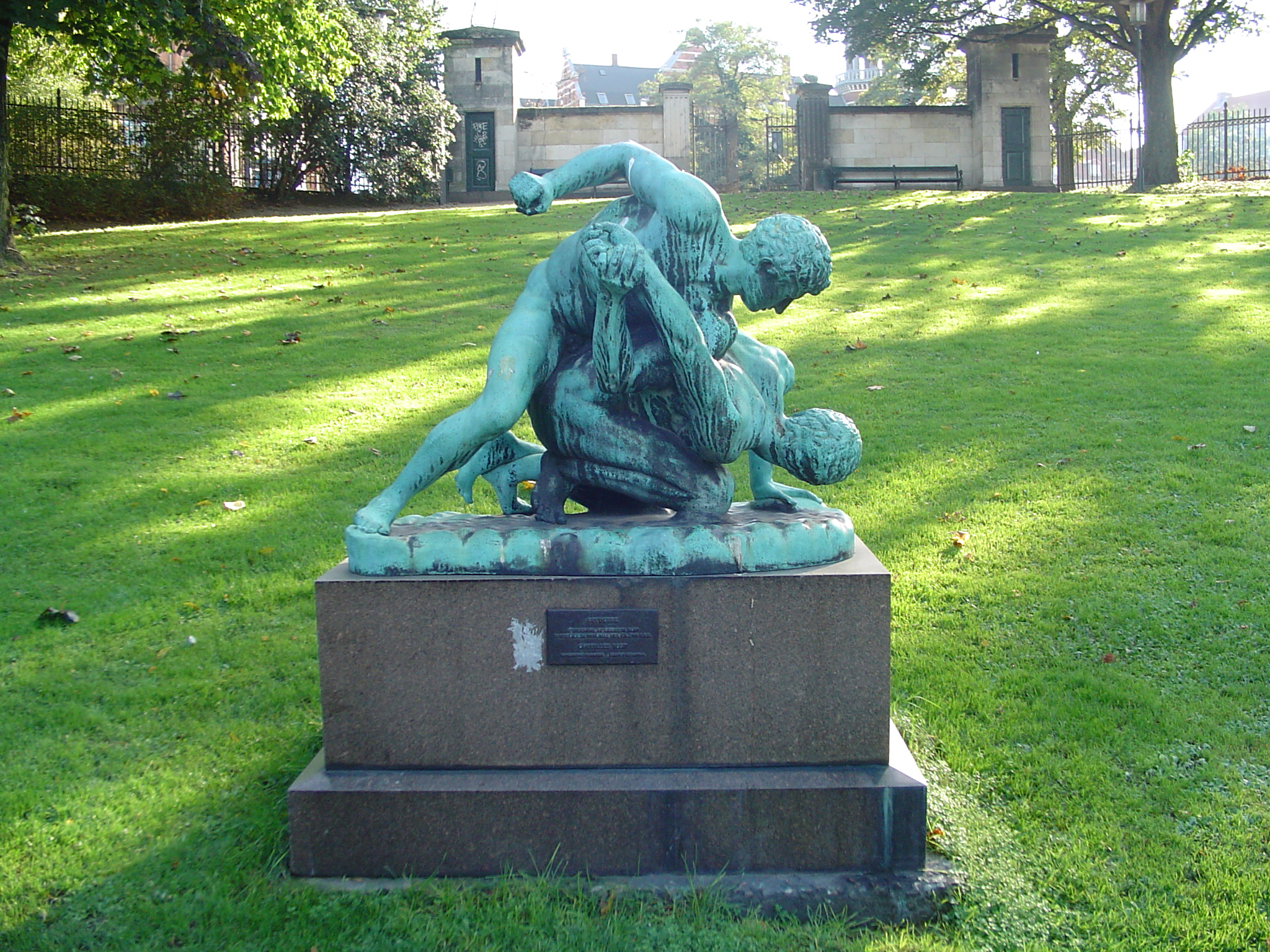
De worstelaars, een van de beelden in het park
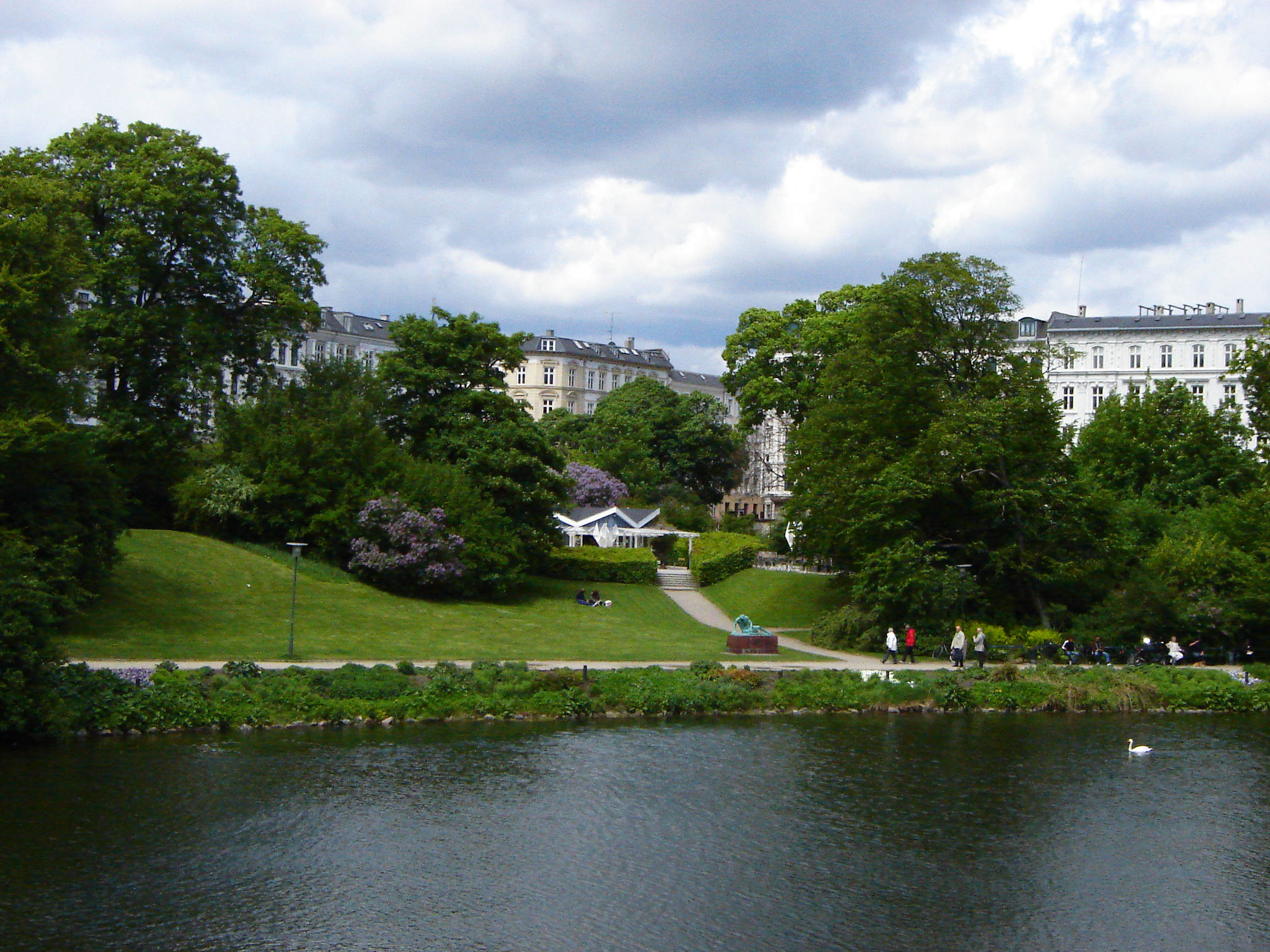
De vijver en het café